# Rauen
Rauen település Németországban, azon belül Brandenburgban. Lakosainak száma 2048 fő (2023. december 31.).

## Népesség
A település népességének változása:
| Lakosok száma | 1980 | 1994 | 2033 | 2026 | 2048 |
|               | 2017 | 2019 | 2021 | 2022 | 2023 |